# Ernst (Ernst, Bobbie en de rest)

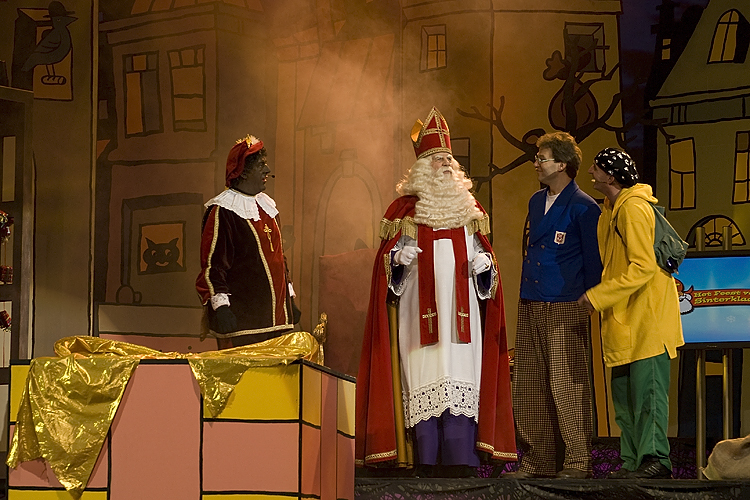
Ernst samen met Bobbie tijdens Het Feest van Sinterklaas.

Ernst is een van de twee hoofdpersonages uit Ernst, Bobbie en de rest. Hij wordt gespeeld door Erik van Trommel.
In tegenstelling tot zijn vriend Bobbie is Ernst is een wijze man die vaak serieus is. Als Bobbie een plan heeft denkt hij dat hij een beter plan heeft. Als de boink gaat zegt hij: Bobbie, de boink gaat af in je rugzak, maar Bobbie negeert dit vaak.
Ernst heeft een ronde, groene bril en een blauw (of paars) jasje. Boven dat jasje steekt zijn witte T-shirt uit. Verder heeft hij een donkerbruine ruitjesbroek met lichtrode strepen.

## Trivia
- Ernst presenteerde samen met Bobbie ook Het Feest van Sinterklaas.